# Cartoon Network (Monde arabe)
Pour les articles homonymes, voir Cartoon Network (homonymie).
Cartoon Network Monde Arabe (arabe : كرتون نتورك بالعربية) est une chaîne de télévision implantée au Moyen-Orient et en Afrique du Nord diffusant ses programmes 24h/24. La chaîne a originellement été lancée sous le nom d'Al Faurnia TV à partir du 12 décembre 1995. Le 10 octobre 2010, la chaîne change de nom en Cartoon Network à partir de 10 h 10,. En mars 2012, la chaîne devient disponible en haute définition, seulement via le service YahLive.

## Programmes
Actuellement, la chaîne est uniquement disponible en langue arabe, sans possibilité optionnelle de changer la langue ou les sous-titres en anglais ou en d'autres langues. Cela est dû au fait que la chaîne diffuse ses émissions doublés dans ses studios respectifs. La chaîne diffuse une large variété d'émissions appartenant à la chaîne originelle de Cartoon Network. Cependant, les émissions qu'elle diffuse actuellement sont des anciennes émissions diffusées par CN. Cartoon Network peut également offrir d'autres émissions via de nombreux partenariats avec des compagnies de production arabes, comme la compagnie localisée à Dubaï, Lammtara Pictures (Freej), ou la compagnie localisée en Jordanie, Rubicon Group Holding (Ben & Izzy, Tareq wa shireen). La chaîne est désormais libre d'accès bien qu'il puisse exister certaines censures comme pour la plupart des chaînes de télévision arabes.

## Cartoonito
La société Turner Broadcasting Europe annonce le lancement d'une chaîne télévisée pour les enfants, localisée au Royaume-Uni, intitulée Cartoonito, diffusée en Europe, en Afrique et au Maghreb, ce qui augmenterait considérablement l'audience à 125 millions de foyers sur 112 territoires. Sur Cartoon Network Arabe, Cartoonito est lancé en une émission matinale diffusée 7 jours sur 7, depuis le 4 septembre 2011.